# Revolució filipina
La Revolució filipina va ser un conflicte armat que va tenir lloc a finals del segle xix entre el govern colonial espanyol i els insurrectes filipins del Katipunan, fundat per Andrés Bonifacio, que si bé va posar fi al domini espanyol sobre l'arxipèlag, va servir com a inici de la Guerra filipino-estatunidenca.

## Antecedents
En el segle xix, i en plena crisi colonial espanyola, la metròpoli va mirar cap al Pacífic com la fórmula per alleujar els seus mals en els dominis americans. Aquesta situació es va produir fonamentalment en concloure la Guerra dels Deu Anys a Cuba (1868-1878), quan moltes inversions es van reorientar cap a les Filipines, perquè es va creure que un lloc tan llunyà no podria interessar a la nova potència emergent en el panorama mundial, els Estats Units d'Amèrica.
Fent-se ressò d'aquestes inquietuds, el ministre de marina, Santiago Durán, va manifestar que la recolonització de les Filipines era indispensable per a Espanya. En aquests moments, quan la península estava "a punt de veure desaparèixer la seva preponderància en les Antilles", apareixien noves oportunitats en l'Extrem Orient. Segons Durán, s'obrien "les portes d'un imperi marítim, font d'inesgotable prosperitat i de riquesa". Per a la promoció del mercat filipí es va organitzar una exposició a Madrid en 1887, i un any després, en el si de l'Exposició Universal de Barcelona, Filipines va tenir presència en el Pavelló de la Companyia de Tabacs de les Filipines, i dins el pavelló de les colònies, que va acabar sent un annex del Pavelló de la Indústria.
D'altra banda, s'havia produït un fet que escurçava enormement les distàncies. En 1869 es va inaugurar el canal de Suez. A partir de llavors, la travessia entre Espanya i Filipines durava de vint a trenta dies, depenent de les condicions meteorològiques. L'esdeveniment també va tenir una notable transcendència per a Barcelona, perquè es va convertir en el port espanyol que rebia tot el tràfic marítim procedent del Pacífic.

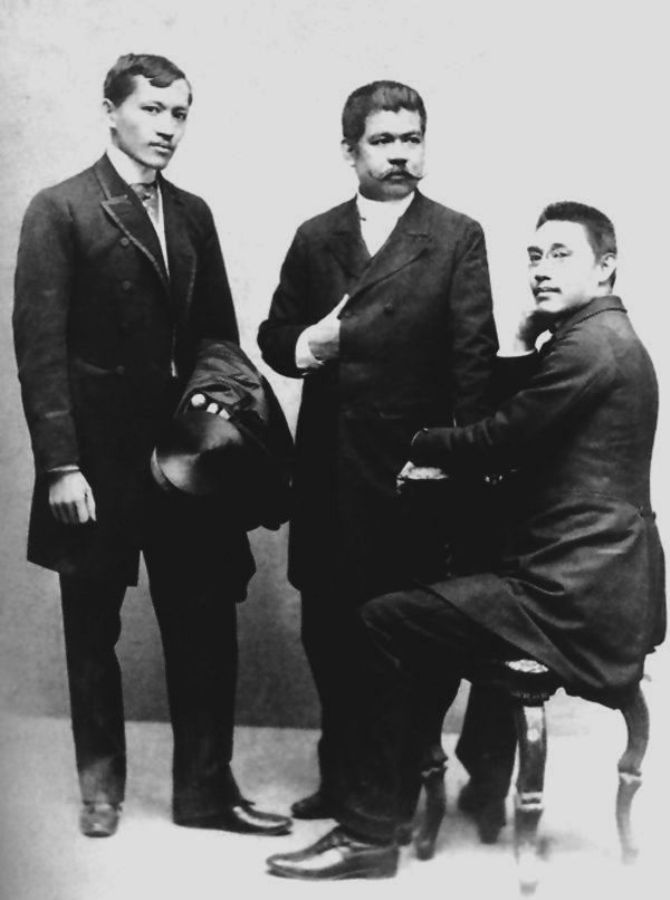
Els tres Il·lustrats filipins més cèlebres al - José Rizal, Marcelo del Pilar i Mariano Ponce.

Aquestes esperances fixades pels homes de negocis espanyols en l'arxipèlag del Pacífic tenien el seu fonament. L'economia filipina era dinàmica i el seu nivell de vida només resultava equiparable, en aquella zona, al del Japó, de manera que els productes manufacturats en la metròpoli eren consumits pels habitants de la colònia, cosa que no succeïa a Cuba. Però també hi havia factors que no es van tenir en compte. Per exemple, que els xinesos controlaven el comerç i els negocis, i que existia una poderosa oligarquia local. Una mostra d'ells va ser el Banc Espanyol Filipí, fundat en 1851 i primera entitat financera moderna del continent asiàtic. No obstant això, el control de la signatura estava en mans xineses i filipines, de tal forma que mai van fer massa cas de les necessitats de les autoritats colonials.
Els segles de dominació espanyola no van ser sempre temps de pau. Fins a 1896, les tropes espanyoles, que també nodrien les seves files amb regiments illencs, van resoldre els aixecaments contra l'ocupació sense excessius problemes. Però el germen de la revolta estava sembrat. Les manifestacions de rebuig es van canalitzar a través de l'aparició de determinades associacions en l'última dècada del segle xix. Unes van tenir un caràcter vagament autonomista i van trobar simpaties entre els demòcrates i els maçons espanyols, com la Lliga Filipina, fundada per José Rizal en 1892. Rizal, polític i intel·lectual, pretenia que l'arxipèlag abandonés el règim colonial per integrar-se a les institucions espanyoles. Moltes, no obstant això, van optar per una via més radical, com va succeir amb la Venerable Societat Suprema dels Fills del Poble, coneguda en l'idioma tagalo com Katipunan. Es tractava d'una societat secreta constituïda per revolucionaris i independentistes per aconseguir l'emancipació sense descartar els mitjans violents, en contrast amb el pacifisme de Rizal. El grup, amb Emilio Aguinaldo com a líder més destacat, tenia tres grans objectius: lluitar per la sobirania de les Filipines, promoure una societat més solidària i defensar i estendre els valors democràtics.

## Desenvolupament
En 1896, els independentistes tagals es van revoltar i assetjar les tropes espanyoles a través d'una guerra de guerrilles. La resposta de l'exèrcit colonial, al comandament del general Polavieja, va ser innecessàriament dura, amb una política que va incloure afusellaments, embargaments de bens de considerats insurrectes i empresonaments massius. Posteriorment i com a mesura per donar sortida als presos van començar una política de deportacions a Fernando Poo, Illes Chafarines, Ceuta, les illes Marines i Carolines i el sud de l’Arxipèlag Filipí. Entre les seves víctimes de la repressió va figurar José Rizal, acusat injustament de complicitat amb el Katipunan. Per això va ser detingut aquell mateix any, jutjat i afusellat per les tropes colonials. La seva mort va suposar un error de les autoritats de l'illa i va encendre la guspira definitiva de la revolta avivada ja per les notícies de la revolució que havia donat començament a Cuba en 1895.
En 1896, membres del Katipunan havien fundat la República del Kakarong en la localitat de Kakarong de Sili (Kakarong Real o Caracóng de Sile) a la província de Bulacán, illa de Luzon. Estaven liderats per Canuto Villanueva com a Cap Suprem i el General Eusebio Roque (conegut com a Maestrong Sebio o Dimabungo) el qual estava al comandament d'un exèrcit entre 3.000 a 6.000 homes i havien constituït una veritable ciutat-fortalesa. En assabentar-se el govern espanyol, va llançar una ofensiva i l'1 de gener de 1897 el Comandant José Olaguer Feliú, comandant una columna de 600 soldats espanyols, va prendre per assalt la fortificació de Caracóng de Sile derrotant els katipuners.

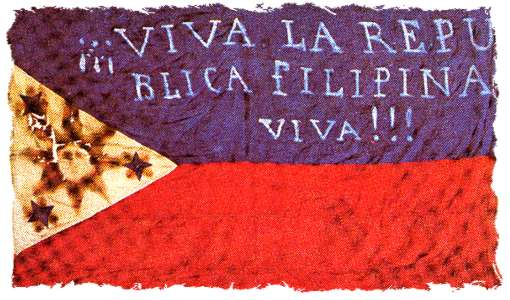
Bandera usada pels revolucionaris filipins

La guerrilla, mal organitzada, malament armada i a sobre dividida, es va veure incapaç d'alliberar l'arxipèlag. No obstant això, els espanyols tampoc aconseguien imposar-se malgrat la repressió i de les seves victòries parcials. En realitat, per fer front a l'ímpetu independentista, Espanya oposava molt poques forces. Segons els càlculs, quan es van iniciar les hostilitats les tropes colonials estaven compostes per uns 14.000 homes de l'exèrcit de terra, en els quals estaven integrats contingents de guàrdies civils i carabiners, als quals calia sumar uns 3.000 de l'armada, en total uns 17.000 homes, dels quals dos terços eren natius.
Davant d'aquesta situació, Madrid va substituir Polavieja per Fernando Primo de Rivera, un general que va comprendre la necessitat de negociar. A canvi de la rendició va prometre iniciar un procés de reformes entre els punts de les quals figuraven la igualtat entre nadius i espanyols, autonomia econòmica per a l'arxipèlag, expulsió dels ordes religiosos i diputats propis en les corts espanyoles.
Finalment, el 23 de desembre de 1897, Primo de Rivera i els rebels van signar el Pacte de Biak-na-bató. Els caps independentistes com Emilio Aguinaldo van emprendre el camí de l'exili, no sense abans rebre diners del govern espanyol amb la finalitat d'assegurar la seva subsistència a l'estranger. La pau, després de molts esforços, semblava assegurada. Va ser llavors quan va entrar en escena un actor imprevist, Estats Units.